# ハロルド・グールド
ハロルド・グールド（Harold Gould,  1923年12月10日 - 2010年9月11日）は、アメリカ合衆国の俳優である。

## 来歴
1923年、ニューヨーク州スケネクタディに生まれる。家庭はユダヤ系だった。地元の高校を卒業後にニューヨーク州立大学オールバニ校へ進学。もともとは俳優志望ではなく、英語教師を目指していた。しかし、その後第二次世界大戦が開戦され、グールドも従軍する。兵役中はフランスで過ごした。兵役を終えると再びニューヨークへ戻り、演劇を学んで博士号も取得し、舞台俳優としてキャリアをスタート。俳優活動の傍ら、1956年からカリフォルニア大学リバーサイド校で演技コースの教鞭もとっていた。
後に本格的な役者活動を開始する決意をするも、なかなか仕事に恵まれず、警備員やカリフォルニア大学ロサンゼルス校で、非常勤講師として演劇を教えるなどして生計を立てている。1960年代頭あたりから徐々にテレビドラマシリーズなどへ端役として出演するようになり、1962年の『The Couch』で劇場映画デビュー。それ以降はコンスタントにキャリアを構築し、テレビシリーズや映画など多数の作品に出演。1970年代から80年代にかけてはプライムタイム・エミー賞に合計5回のノミネートを受けるなど、役者としての地位を確実なものにしていった。映像のみならずブロードウェイデビューも果たし、様々な分野で役者活動に精力的に尽力した。1995年にはスタジオ・ジブリの長編アニメ映画『耳をすませば』の英語吹替え版にも参加している。

### 私生活
1950年に結婚し、3人の父親でもあった。ロサンゼルスへ住んでいたが2010年9月11日に、前立腺癌のため死去。86歳だった。

## 出演作品

### 映画
- 遊星Xから来た男 The Man from Planet X (1951) ※ノークレジット
- The Couch (1962)
- Two for the Seesaw (1962)
- 誘拐犯を逃がすな The Yellow Canary (1963)
- Ready for the People (1964) ※テレビ映画
- サタンバグ The Satan Bug (1965)
- サンセット物語 Inside Daisy Clover (1965)
- 動く標的 Harper (1966)
- 殺しの逢びき An American Dream (1966)
- 危機一髪! 西半球最後の日 Project X (1968)
- ヤム・ヤム・ガール Under the Yum Yum Tree (1969) ※テレビ映画
- アレンジメント 愛の旋律 The Arrangement (1969)
- 殺人者の影 The Lawyer (1970)
- 危険な国から愛をこめて Mrs. Pollifax-Spy (1971)
- 無実の死 A Death of Innocence (1971) ※テレビ映画
- Where Does It Hurt? (1972)
- Murdock's Gang (1973) ※テレビ映画
- Bachelor-at-Law (1973) ※テレビ映画
- スティング The Sting (1973)
- フロント・ページ The Front Page (1974)
- 世界最強の男 The Strongest Man in the World (1975)
- ウディ・アレンの愛と死 Love and Death (1975)
- Medical Story (1975) ※テレビ映画
- メル・ブルックスのサイレント・ムービー Silent Movie (1976)
- 弾丸特急ジェット・バス The Big Bus (1976)
- 背番号00大奮戦 Gus (1976)
- 離婚専科 How to Break Up a Happy Divorce (1976) ※テレビ映画
- 詐欺師ハリー/殺人者をハメろ Never Con a Killer (1977) ※テレビ映画
- Have I Got a Christmas for You (1977) ※テレビ映画
- The One and Only (1978)
- コート・ダ・ジュール・ドリーム Better Late Than Never (1979) ※テレビ映画
- Aunt Mary (1979)
- The Man in the Santa Claus Suit (1979) ※テレビ映画
- ザ・ギャンブラー Kenny Rogers as The Gambler (1980) ※テレビ映画
- The Scarlett O'Hara War (1980)
- 昔みたい Seems Like Old Times (1980)
- ベイビー・ブローカー Born to Be Sold (1981) ※テレビ映画
- 結婚専科 Help Wanted: Male (1982)
- 荒野のギャンブラーⅡ Kenny Rogers as The Gambler: The Adventure Continues (1983)
- レッド・ライト・スティング The Red-Light Sting (1984) ※テレビ映画
- The Fourth Wise Man (1985) ※テレビ映画
- No Complaints! (1985) ※テレビ映画
- Mrs. Delafield Wants to Marry (1986) ※テレビ映画
- 高卒物語 Playing for Keeps (1986)
- それ行けスマート 世界一の無責任スパイ Get Smart, Again! (1989)
- ロメロ Romero (1989)
- KILLER/第一級殺人 Killer: A Journal of Murder (1995)
- Flesh Suitcase (1995)
- おとなの愛しかた講座 Lover's Knot (1996)
- 彼女は最高 For Hope (1996)
- 新ラブバッグ/ハービー絶体絶命! The Love Bug (1997) ※テレビ映画
- マイ・ジャイアント My Giant (1997)
- 愛されし者 Beloved (1998)
- パッチ・アダムス Patch Adams (1998)
- ブラウンズ・レクイエム Brown's Requiem (1998)
- スチュアート・リトル Stuart Little (1999)
- Dying on the Edge (2001)
- 変身パワーズ The Master of Disguise (2002)
- フォーチュン・クッキー Freaky Friday (2003)
- McBride: Anybody Here Murder Marty? (2005) ※テレビ映画
- English as a Second Language (2005)
- The Day the Music Died (2010)

### アニメ映画
- 耳をすませば Whisper of the Heart (1995)
- ブラザー・ベア Brother Bear (2003)

### テレビドラマ
- 捜査官ニック・ケイン Cain's Hundred (1961)
- シャノン Shannon (1961)
- ドクター・キルデア Dr. Kildare (1961, 1963, 1965)
- Follow the Sun (1961)
- わんぱくデニス Dennis the Menace (1961, 1962)
- 緑園の天使 National Velvet (1962)
- ヘイゼル Hazel (1962, 1964, 1965)
- ルート66 Route 66 (1962, 1963)
- バージニアン The Virginian (1962 - 1965)
- エンパイア Empire (1963)
- アンタッチャブル The Untouchables (1963)
- ルテナント The Lieutenant (1963)
- ミステリー・ゾーン Twilight Zone (1963)
- イレブンス・アワー The Eleventh Hour (1963)
- ヒッチコック劇場 The Alfred Hitchcock Hour (1963)
- 事件と裁判 Arrest and Trial (1963)
- ミスター・ノバック Mr. Novak (1964)
- 0011ナポレオン・ソロ The Man from U.N.C.L.E. (1964)
- ペリー・メイスン Perry Mason (1964)
- ガンスモーク Gunsmoke (1964, 1974)
- ミスター・エド Mister Ed (1965)
- 頭上の敵機 12 O'Clock High (1965)
- FBIアメリカ連邦警察 The F.B.I. (1965 - 1972)
- ミネソタの娘 The Farmer's Daughter (1965)
- コンボイ Convoy (1965)
- 長く熱い夜 The Long, Hot Summer (1965 - 1966)
- かわいい妻ジュリー Love on a Rooftop (1966)
- それ行けスマート Get Smart (1966)
- グリーン・ホーネット The Green Hornet (1966)
- 逃亡者 The Fugitive (1964, 1965, 1967)
- 特捜刑事サム Felony Squad (1967)
- インベーダー The Invaders (1967) #1-2(メイラー博士)、#2-6(アレン・スレイター)
- 特攻ギャリソン・ゴリラ Garrison's Gorillas (1967)
- He & She (1967 - 1968)
- いたずら天使 The Flying Nun (1967, 1968)
- 弁護士ジャッド Judd for the Defense (1967, 1968)
- バークレー牧場 The Big Valley (1967, 1968, 1969)
- 0088/ワイルド・ウエスト The Wild Wild West (1967, 1968)
- 密林王国ダクタリ Daktari (1968)
- 西部の王者ダニエル・ブーン Daniel Boone (1968)
- 対決ランサー牧場 Lancer (1968, 1970)
- スパイ大作戦 Mission: Impossible (1969)
- かわいい魔女ジニー I Dream of Jeannie (1969)
- 略奪された100人の花嫁 Here Come the Brides (1970)
- ハイシャパラル The High Chaparral (1970)
- 刑事コロンボ Columbo (1971)
- モッズ特捜隊 The Mod Squad (1971)
- 探偵キャノン Cannon (1971, 1972, 1974)
- 恋愛専科 Love, American Style (1972)
- ハワイ5-0 Hawaii Five-O (1972, 1975)
- デルファイ・ビューロー The Delphi Bureau (1972)
- マニックス Mannix (1972)
- サンフランシスコ捜査線 The Streets of San Francisco (1972, 1974)
- パートリッジ・ファミリー The Partridge Family (1973)
- 鬼警部アイアンサイド Ironside (1973)
- ダーティ・サリー Dirty Sally (1974)
- 弁護士ペトロチェリー Petrocelli (1974, 1976)
- 権力と陰謀 Washington: Behind Closed Doors (1977)
- ラブ・ボート The Love Boat (1978)
- Grandpa Goes to Washington (1978)
- ロックフォードの事件メモ The Rockford Files (1979)
- The Misadventures of Sheriff Lobo (1979)
- 事件記者ルー・グラント Lou Grant (1979)
- Foot in the Door (1983)
- ウェブスター（英語版） Webster (1984)
- Finder of Lost Loves (1984)
- 私立探偵スペンサー Spencer (1985)
- ゴールデン・ガールズ The Golden Girls (1985 - 1992)
- Dr.トラッパー サンフランシスコ病院物語 Trapper John, M.D. (1985)
- スケアクロウとキング夫人 Scarecrow and Mrs. King (1986)
- L.A.ロー 七人の弁護士 L.A. Law (1986)
- ミッドナイト・コーラー Midnight Caller (1989)
- ダラス Dallas (1990)
- Singer & Sons (1990)
- 恐竜家族 Dinosaurs (1991)
- 新スーパーマン Lois & Clark: The New Adventures of Superman (1994, 1995)
- アウター・リミッツ The Outer Limits (1996)
- Touched by an Angel (1996, 2001)
- フェリシティの青春 Felicity (1998)
- パシフィック・ブルー Pacific Blue (1999)
- コールドケース 迷宮事件簿 Cold Case (2008)
- NIP/TUCK マイアミ整形外科医 Nip/Tuck (2010)

## 参照
1. 1 2 3  “Harold Gould Biography”. 2014年7月20日閲覧。
2. ↑  http://www.what-a-character.com/
3. ↑  http://www.filmbug.com/db/292690
4. ↑  http://www.albany.edu/writers-inst/webpages4/archives/gould_harold.html
5. ↑  https://www.imdb.com/name/nm0332390/awards/?ref_=nm_awd